# Kochbrunnen

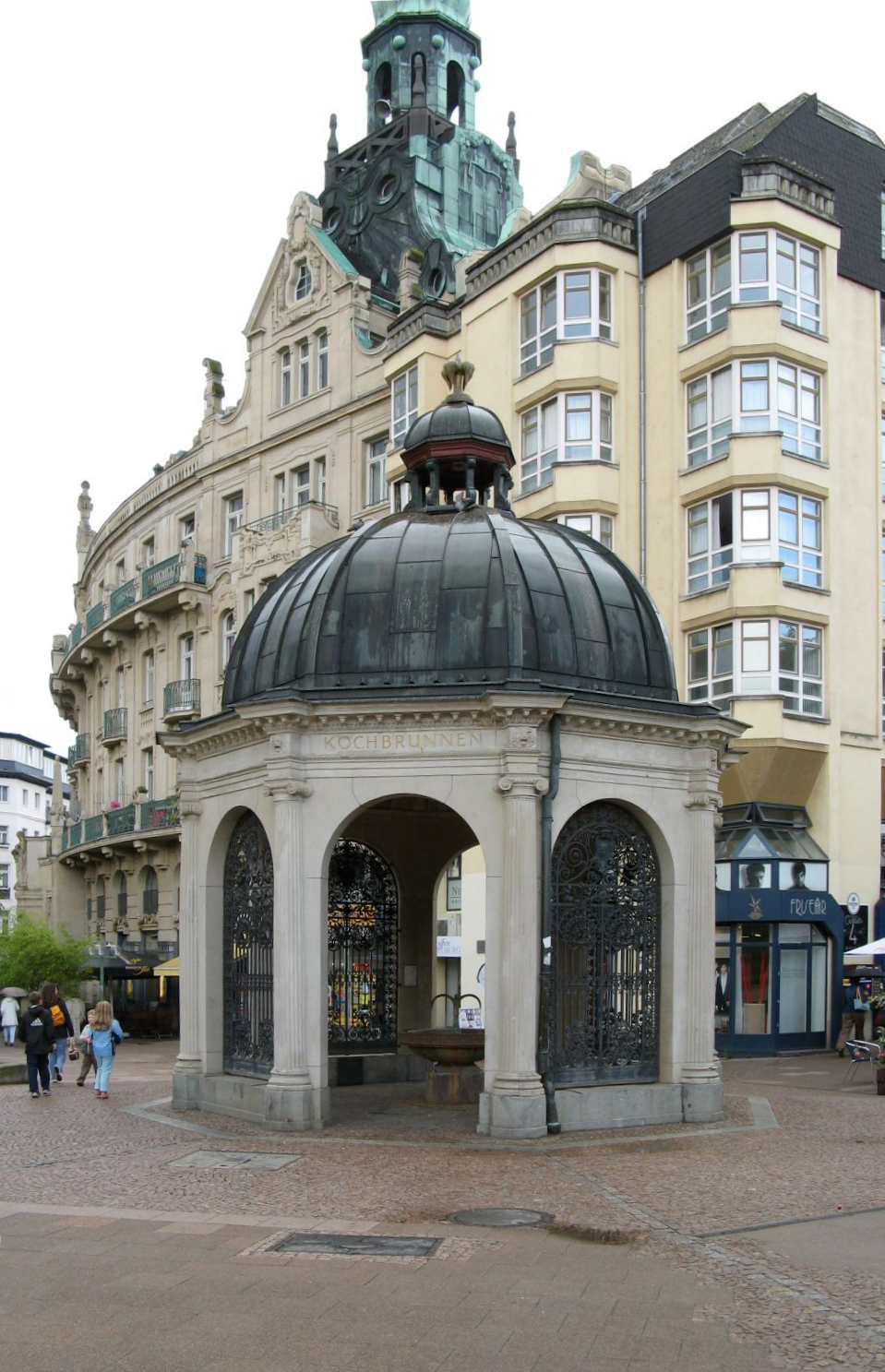
Pavillon des historischen Kochbrunnens

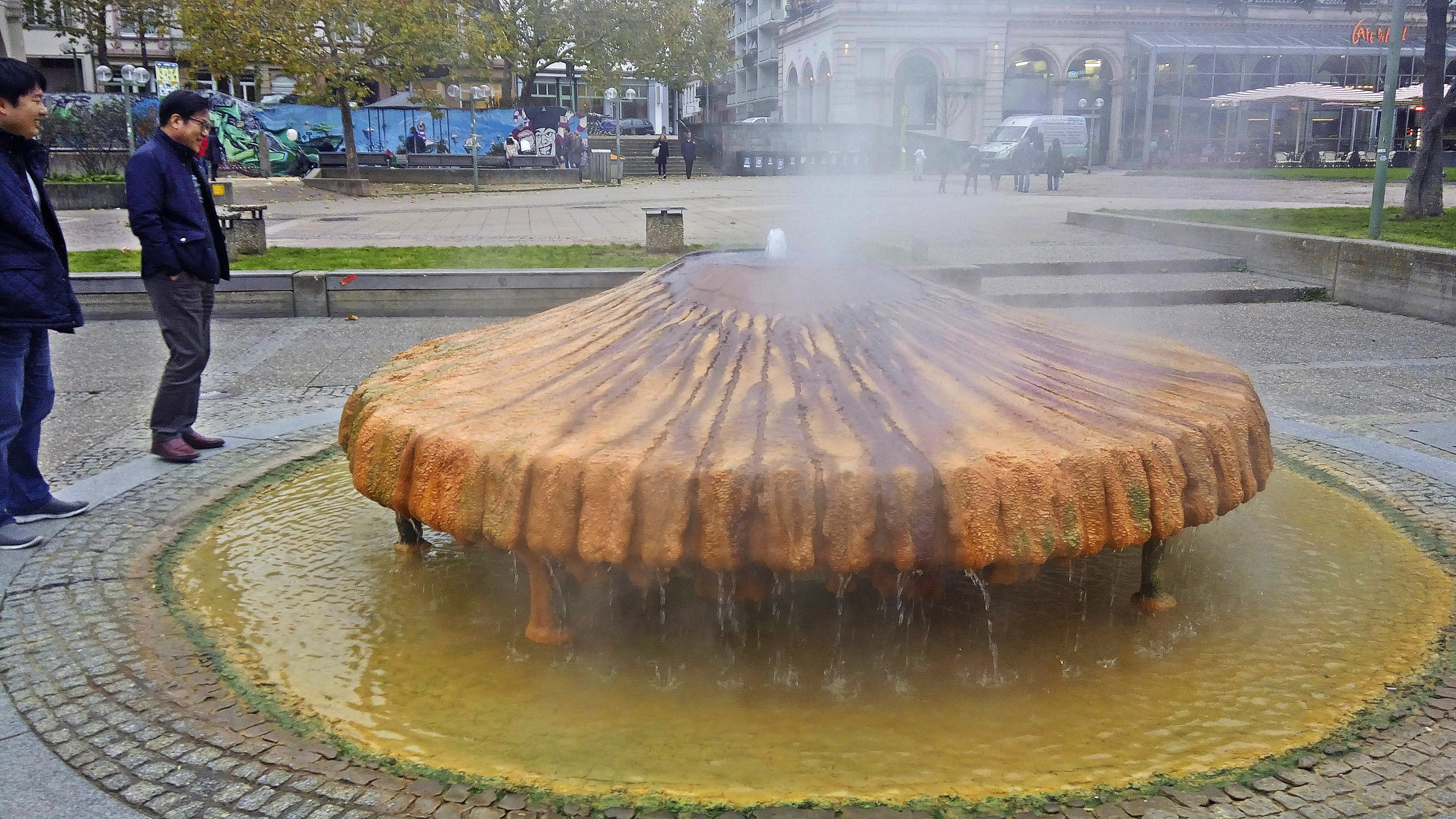
Dampfender Kochbrunnenspringer

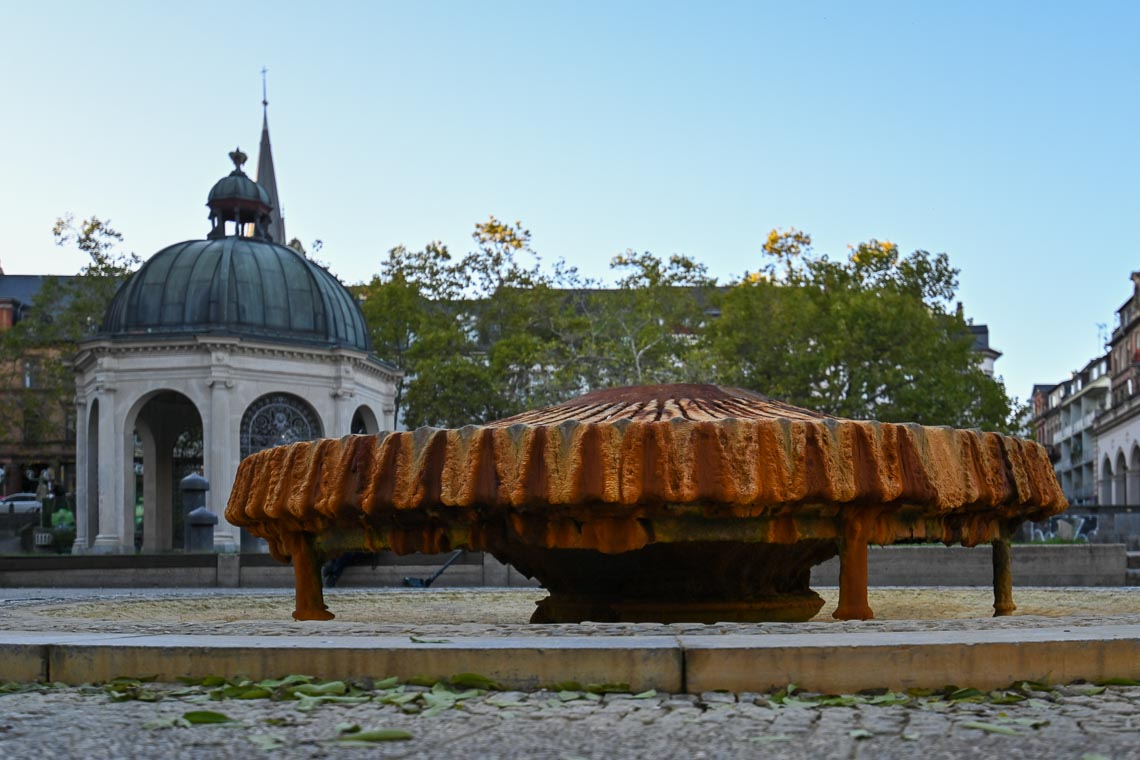
Der Kochbrunnen ist defekt und brodelt mal nicht. Auch der Pavillon links dahinter ist außer Betrieb.

Der Kochbrunnen in Wiesbaden ist die bekannteste und heißeste Thermalquelle der Stadt. Die Natrium-Chlorid-Thermalquelle war im 19. Jahrhundert Zentrum der Wiesbadener Trinkkur. Sein Name bezieht sich auf die Wassertemperatur von über 66 °C.

## Quelle
Die Quelle auf dem Kochbrunnenplatz wurde 1366 erstmals als Bryeborn (Brühborn) und 1536 als Syedenborn (Siedeborn) erwähnt, scheint aber bereits in der Römerzeit bekannt gewesen zu sein. Der Kochbrunnen ist eine artesische Quelle und steigt aus 2.000 Meter Tiefe hervor. Heute ist sie durch eine 43 Meter tiefe Bohrung gefasst. Die Ergiebigkeit liegt bei etwa 360 Liter/Minute. Das Kochbrunnenwasser hat beim Austritt eine Temperatur von 66,1 °C, riecht schwach nach Schwefelwasserstoff und schmeckt stark salzig. Es ist klar, trübt aber nach 24 Stunden unter Luftzutritt gelblich ein. Der hohe Kohlensäuregehalt hält die Härte zunächst in Lösung, nach dem Entspannen des Wassers fällt sie aber als Calciumcarbonat aus. Die dabei oxidierenden Metalle färben den Sinter, die mineralischen Ablagerungen, rot ein. Die Summe der gelösten Mineralstoffe des Kochbrunnenwassers beträgt 8,1 g/L (im Vergleich: Meerwasser: ca. 30 g/L), davon 2,58 g/L Natrium und 4,39 g/L Chlorid.
Der Kochbrunnen ist eine der Primärquellen Wiesbadens. Nur ein kleiner Teil des Wassers speist die Trinkstelle im Kochbrunnenpavillon und den Kochbrunnenspringer. Die Hauptmenge wird in die Aufbereitungsanlage im Kaiser-Friedrich-Bad geleitet. Von dort gelangt es in das weit verzweigte Thermalwassernetz der Stadt. Ein Teil wird in das Thermalbad Aukammtal hochgepumpt, ein anderer Teil wird zur Beheizung  der Wohnungen im ehemaligen Palasthotel und des Weberhofs genutzt. Das Wiesbadener Rathaus wurde ebenfalls beheizt, jedoch aus Wartungsgründen abgestellt. Die aggressiven Salze des Wassers machen es erforderlich, dass Pumpen aus hochwertigem Edelstahl verwendet werden müssen. 
Die beim Verdampfen verbleibenden Salze wurden in der Vergangenheit aufgefangen und in Gefäße oder Tüten abgefüllt. Das trockene Salz wurde in andere Regionen verkauft und diente zu Heilanwendungen im eigenen Heim, wie aus Annoncen hervorging.

## Kochbrunnenplatz und Kranzplatz
Um den Kochbrunnenplatz und den benachbarten Kranzplatz gruppierten sich einige der Wiesbadener Grandhotels: so das älteste Hotel Deutschlands, der bereits 1486 gegründete Schwarze Bock, das ehemalige Palasthotel – es war das erste überhaupt mit Zimmertelefon – sowie das Hotel Rose, in dem seit September 2004 die Hessische Staatskanzlei untergebracht ist.

## Kochbrunnenpavillon

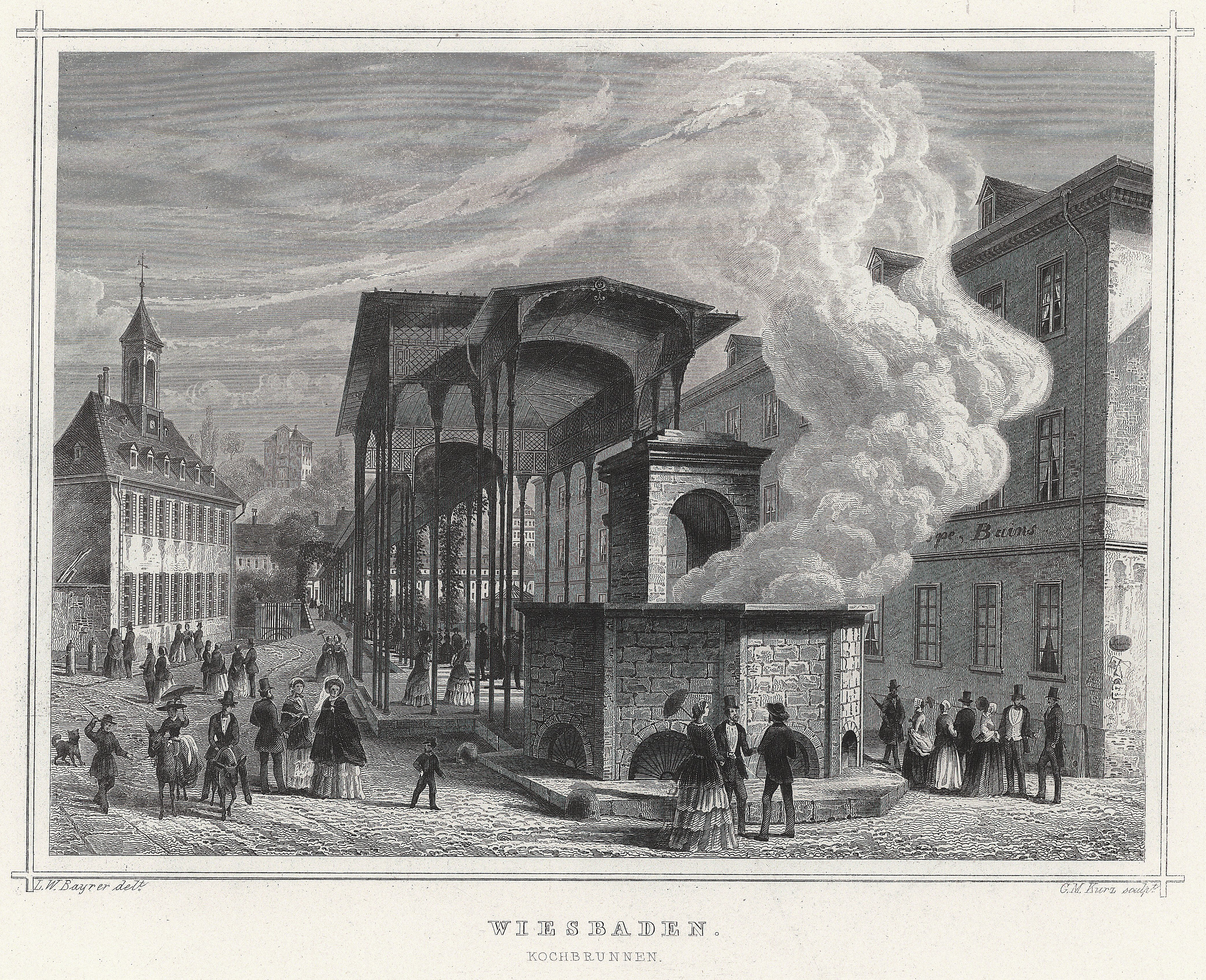
Der Kochbrunnen Mitte des 19. Jh. (Stahlstich)

Trinkkurhalle, um 1912

Die erste steinerne Fassung der Quelle als Trinkbrunnen wurde 1823 gebaut. Sie war offen und mit einer 1,6 Meter hohen Mauer umschlossen. Der Zugang für Nicht-Kurgäste war seitdem versperrt. Das führte damals zu Protesten. Beanstandet wurde später die ungeschützte Quelle, sodass man ein Metallgitter überstülpte (die sogenannte „Käsglock“).
Der heutige Kochbrunnenpavillon wurde 1887/88 als Teil der prächtigen Trinkkuranlage gebaut und stand am Ende der Trinkkurhalle. Von dieser ging eine Treppe hinunter zur sprudelnden Quelle, aus der die Brunnenmädchen die Glaskrüge füllten, um dann das Heilwasser den Kurgästen in Gläsern zu reichen. Sieben Ziergitter verschlossen den Tempel, in den die Besucher hineinschauen konnten. Er war jedoch nur über die Trinkhalle erreichbar. 
Nach dem Krieg, im April 1952, richteten die Betreiber, wie bereits im Jahr 1937, einen neuen  Ausschank in der Brunnenkolonnade am Bowling Green ein. Die 129 Meter lange Kolonnade erhielt eine Vollverglasung. Die Trinkhalle, das Portal und der offene Teil der Wandelhalle wurden im Juli 1955 abgerissen. Im Folgejahr ließ die Kurverwaltung das verzierte Kuppeldach abnehmen und durch ein einfaches schräges Dach ersetzen. 
Im Dezember 1970 wurde der Kochbrunnenspringer eingeweiht.
1976/77 wurde der Pavillon versetzt und erneuert, zugleich mussten drei von sieben verzierten Gittern rekonstruiert werden. Ein Originalgitter blieb erhalten, das Dach wurde etwas vereinfacht wieder als achteckige Kuppel ausgeführt. Die sprudelnde Quelle wurde geschlossen und dafür fließt nun eine Restmenge durch einen vierarmigen gekrümmten Auslauf in eine steinerne Brunnenschale. Der Tempel ist seitdem von vier Seiten zugänglich.

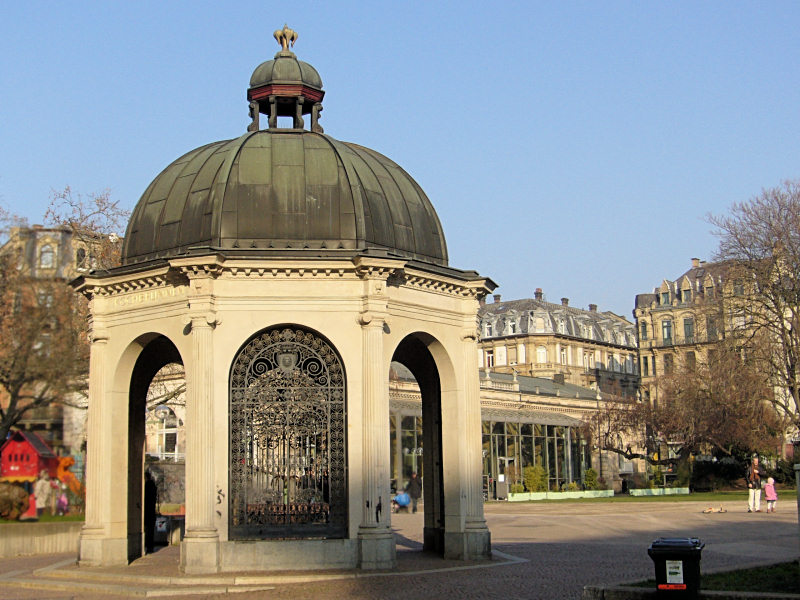
Kochbrunnentempel
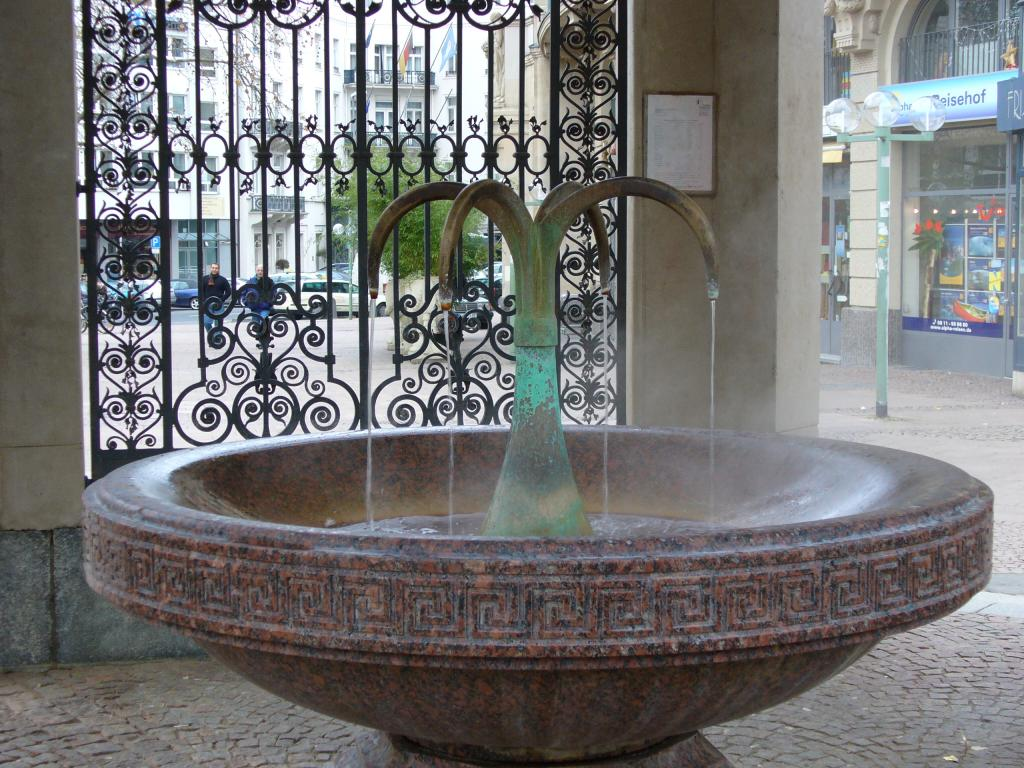
Trinkbrunnen im Kochbrunnentempel
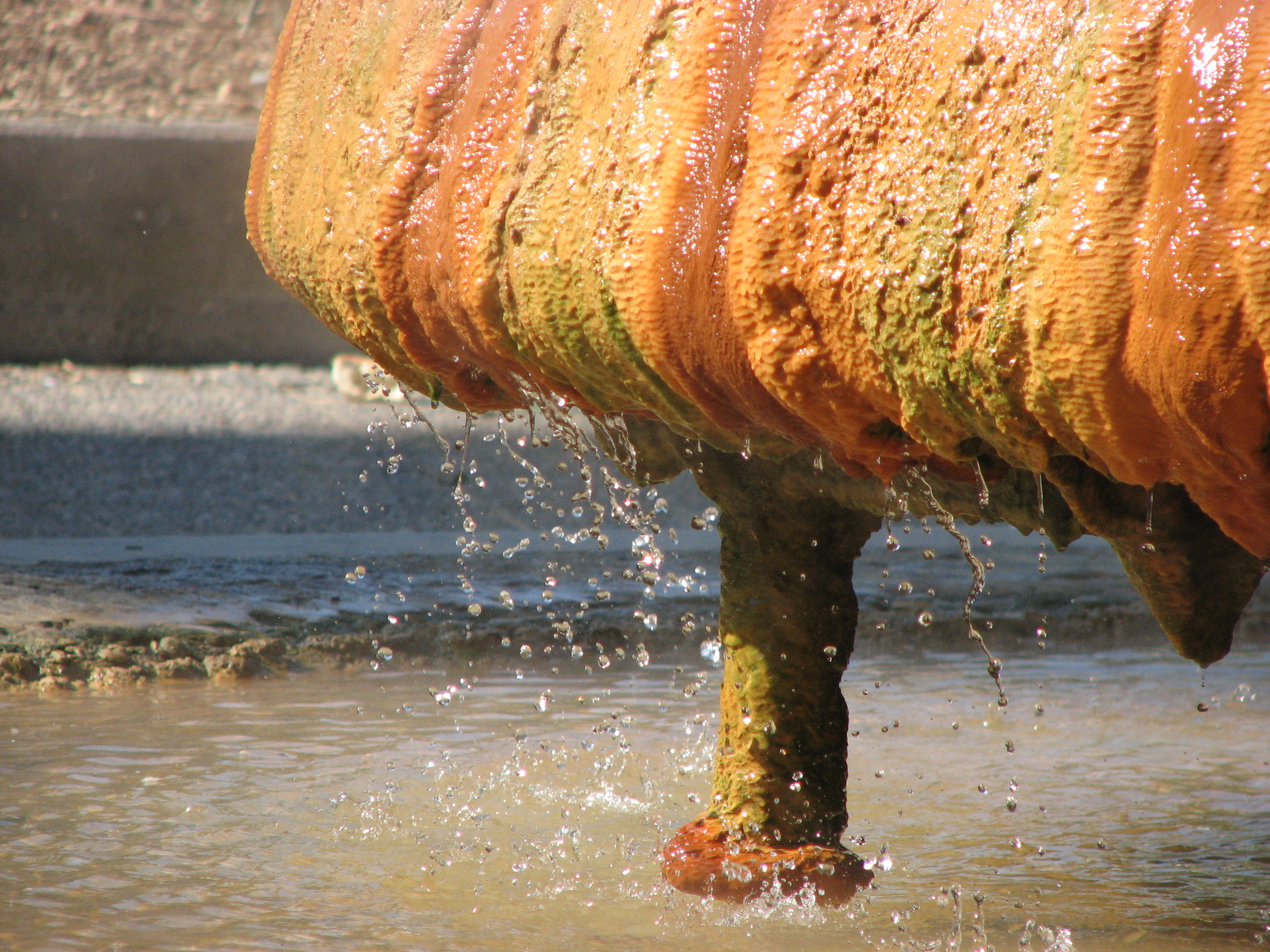
Sinterablagerungen am Kochbrunnenspringer
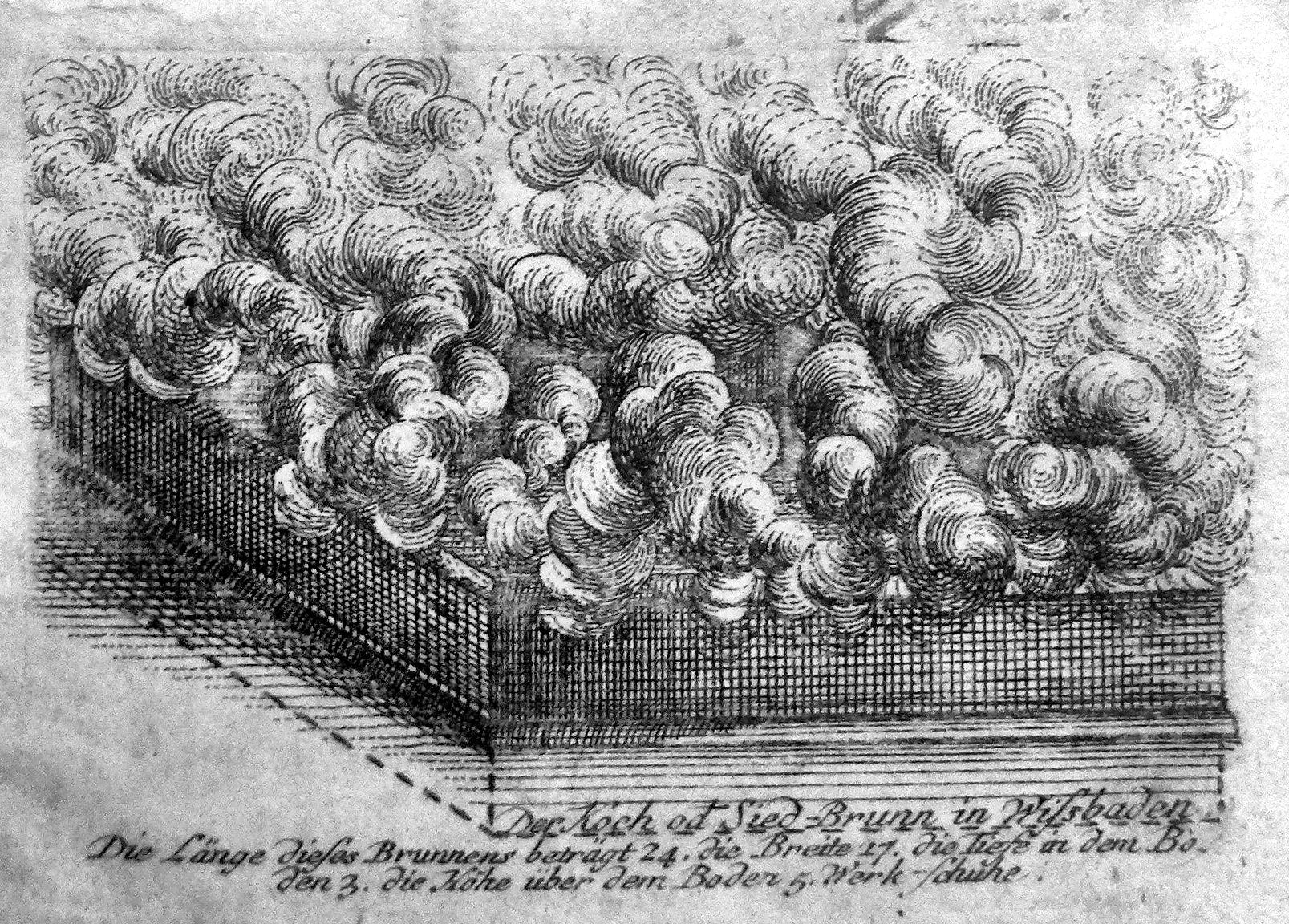
Koch- oder Siedbrunnen bei Schenck (1758)

## Ehemalige Wandel- und Trinkhalle

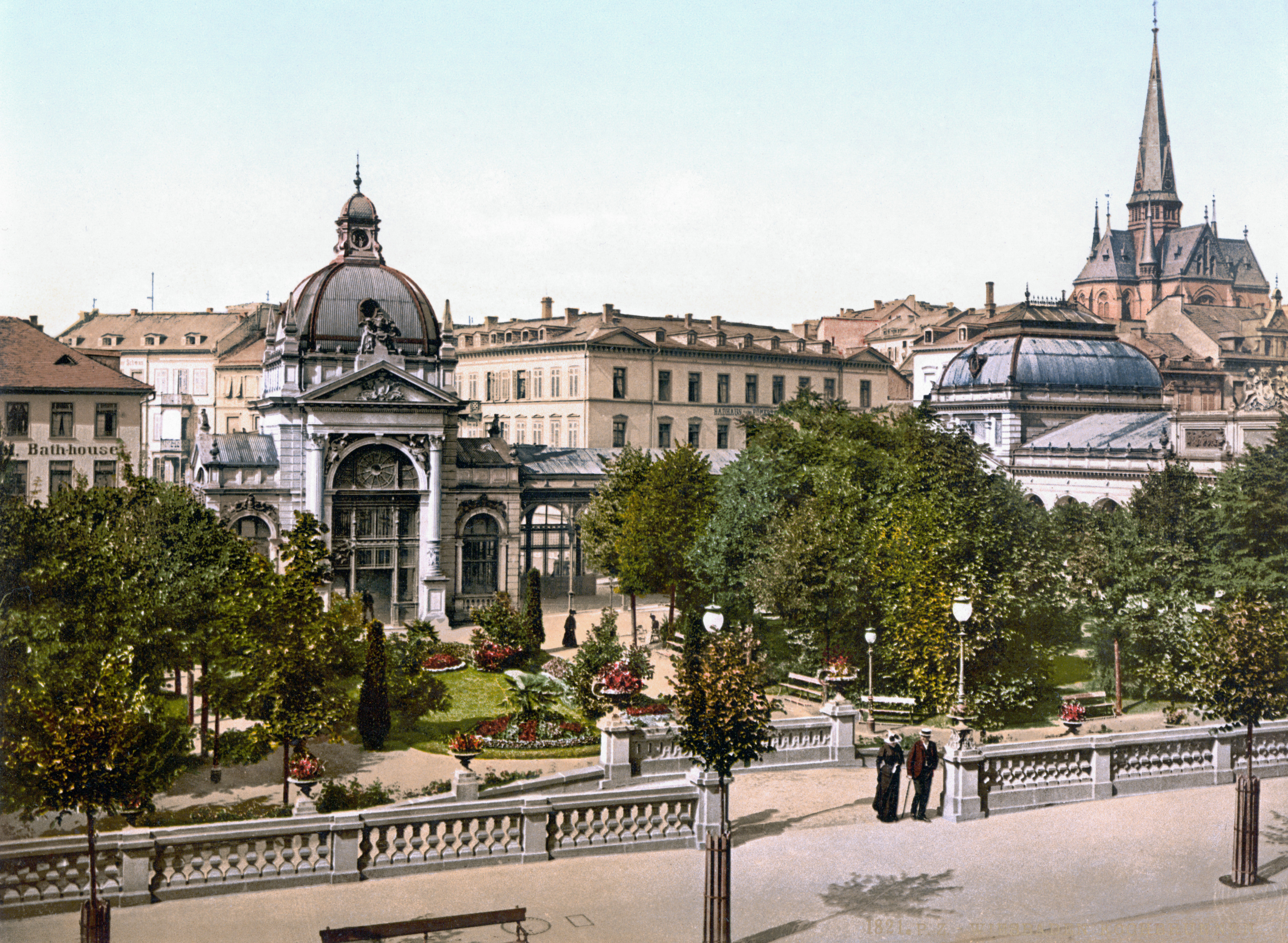
Ehemaliges Portal der Trinkkuranlage um 1900 auf dem Kochbrunnenplatz

Jugendstil-Vase mit einer Ansicht des historischen Kochbrunnens mit Anlagen, um 1910, Porzellan mit Umdruckdekor

1887/1888 wurde am Kochbrunnen als Ersatz für einen gusseisernen Vorläuferbau durch den Architekten Wilhelm Bogler eine neue Trinkkuranlage errichtet. Sie hatte einen Z-förmigen Grundriss und verband die heute noch bestehende Arkadenhalle am Westrand des Platzes mit dem neuen Quellentempel.
Die Anlagen haben den Zweiten Weltkrieg unversehrt überstanden, jedoch wurde danach den Wiesbadenern der Zugang verwehrt, da die amerikanische Besatzungsmacht den Platz mit Stacheldraht umzäunte, um ihn als Parkplatz für ihre Armeefahrzeuge und Privat-PKWs der Soldaten zu nutzen. Erst nach langem Bitten der Stadt gaben die Besatzer im Juni 1946 die Kochbrunnenquelle und einen Teil der Wandelhalle frei. Im Juni 1949 wurde die Trinkhalle wieder eröffnet, war aber nur als Provisorium vorgesehen, weil man die zerstörte Brunnenkolonnade beim Kurhaus wieder aufbaute. Die Pflege des Platzes und der Gebäude wurde so unzulänglich durchgeführt, dass der Magistrat im Februar 1955 beschloss, die Wandelhalle und die Brunnenhalle abzubrechen. Der Wiesbadener Kurier bezeichnete den Kochbrunnenplatz als „Schandfleck im Herzen der Kurstadt“. Trotz Protesten der Badehausbesitzer begannen im Juli 1955 die Abbrucharbeiten der Trinkhalle, und der Wiesbadener Kurier schrieb: „Über diesen Abbruch freut sich jeder: Der Kochbrunnen wird planmäßig zertrümmert“. Es war der damalige Zeitgeist, der alles Alte beseitigen lassen wollte.
In den 1990er Jahren wurde für die Erweiterung des Restaurants eine Glasfront vorgesetzt.